# Йорданка Бончева
Йорданка Бончева е българска национална състезателка по волейбол.

## Биография
Развитието, утвърждаването и възходът на волейбола – жени в България през 50-те и 60 -те години на миналия век са тясно свързани с името на Йорданка Бончева.
Тя е родена на 19.08.1932 година в Поморие.
Израснала в бедно, многодетно семейство. Още като ученичка прави първите си стъпки във волейболната игра. Тренира заедно с юношите под ръководството на учителя Димитров. Много скоро Данчето усвоява тънкостите на волейбола и се утвърждава като най-добрата състезателка в Поморие и в Бургаска област.
Силни са изявите ѝ в областните състезания и на финалите в София през 1947 и 1949 година, когато отборът на „Николай Лъсков“ - Поморие се класира на 6-о и 5-о място в страната. Тук тя е направила приятно впечатление на волейболните специалисти със своето нападение и самоотвержена отбрана. През 1949 година е привлечена в дружество „Червено знаме“ - София от треньора Михтарски. Още през 1950 година отборът се класира на второ място в републиканското първенство, определен дял, за което има Бончева.
Още същата година тя преминава към дружеството „Ударник“ ("Славия").
Благодарение на физическите си качества, съчетани с голямата и любов към волейбола, упоритост и хъс, тя бързо се утвърждава като водеща фигура в отбора. Умението и да общува с колежките си, да ги успокоява и напътства в играта дават основание на треньора Цветан Каролев да я назначи като капитан на отбора. Тази функция тя изпълнява близо 15 години.
Неоценим е нейният принос за спечелването на републиканските титли през 1955, 1957, 1958, 1961 година, а също така и състезанията за купата на НРБ през 1954, 1956, 1957 година. Тя оставя ярка следа в европейския клубен турнир през 1961/1962 година, когато когато нашите славистки се класират на второ място. Така Славия става първия отбор който играе финал на европейските турнири по волейбол.
Йорданка Бончева играе и в Националния отбор, където близо 10 години е негов капитан. Участвала е в около 180 срещи, в това число:
- на европейските първенства през 1950, 1955 година, когато България заема съответно 4 и 5 място;
- на световното първенство - Москва през 1952, нашият отбор завоюва 4 място, за което Бончева получава званието „Майстор на спорта“;
- на световното първенство - Париж през 1956 – България се класира на 5 място;
- на Универсиадата в София през 1961. Нашите момичета са на второ място в света.

За нея з. м. с. Никола Лечев – Джони – бивш състезател на „Славия“ и на националния отбор си спомня:
"Данчето беше универсална волейболистка: отлична нападателка, самоотвержена в отбрана, хитра разпределителка, а нейният начален удар разстройваше играта и на най-добрите отбори.
Тя беше една от първите волейболистки, удостоена още през 1953 година със званието „Заслужил майстор на спорта“. Тя беше просто легенда във волейбола."
Въпреки че е майка на две невръстни деца, Бончева играе до края на 1965 година. След това постъпва на работа в завод „Трамвай“ като физкултурен организатор.
В края на живота здравето на Йорданка Бончева се влошава (инвалид I група, трудноподвижна вследствие на коксартроза, остероопоза, остър ставен ревматизъм, високо кръвно налягане и диабет), но тя не загубва своята любов и интерес към волейбола. Все така емоционално посреща успехите и загубите на нашите национални отбори. Гордее се, че е посветила най-хубавите си години за прослава на родния волейбол в Европа и света. Радостна е, че е успяла да създаде и живее в спортно семейство – съпругът и е бил състезател по водна топка, двете и дъщери са били волейболистки в ЦСКА „Червено знаме“, покойният и брат Замфир Бончев – състезател в дружество „Панайот Волов“ – Коларовград и „Арда“ – Кърджали; треньор на мъжете в Кърджали, девойките на Варна. А по-късно и треньор на девойките и юношите на България.
Почива на 26 октомври 2011 година.
Всяко поколение си има своите герои. Йорданка Бончева е една от героите на нашето време. Определяме ги като най-добрите спортисти на всички времена; звездните момичета и т.н. Никой не е в състояние да изхвърли от историята техния принос в развитието на волейбола в България през 50-те и 60 -те години на миналия век.
Погрешно е да се смята от някои кадри, че всичко започва от днес.
Никой не е забравен и нищо не е забравено. В потвърждение на това е и настоящият материал, който събрах и написах.
На 6 май кмета на община Поморие Иван Алексиев ще връчи званието „Почетен гражданин на гр. Поморие“ посмъртно на Йорданка Бончева.

## Награди
В резултат на 18-годишната си състезателна дейност тя е завоювала:
- 7 златни медала:
  - три от турнира за купата на НРБ – 1954, 1956, 1957 година.
  - четири от републикански първенства – 1955, 1957, 1958, 1961 година
- 10 сребърни медала:
  - един от европейското клубно първенство 1961/62 година;
  - един от световните студентски игри – 1961 година;
  - шест от републиканско първенство – 1954, 1956, 1960, 1962, 1964, 1965 година
  - един от турнира за купата на НРБ – 1955 г.
  - от републиканско първенство с отбора на „Червено знаме“ – 1950 година
- един бронзов медал от републиканското първенство – 1955 г.